# 長良川橋梁 (東海道本線)
長良川橋梁（ながらがわきょうりょう）は、岐阜県岐阜市と瑞穂市をむすぶ、長良川に架かるJR東海道本線の橋梁である。前野橋の別名がある。

## 概要
西岐阜駅と穂積駅の間に架かる鉄道橋である。上り線用と下り線用が別々にある。
1887年（明治20年）の完成時の橋脚は鋳鉄管橋脚であったが、1891年（明治24年）の濃尾地震で崩壊。煉瓦楕円井筒に変更された。

## 諸元

### 上り線
- 供用：1914年（大正3年）
- 延長：462m、10連

1 - 3、9は単線ポニーワーレントラス、4 - 8は単線曲弦プラットトラス、10は上路プレートガーダー
- 区間：岐阜県岐阜市今嶺〜岐阜県瑞穂市只越

### 下り線
- 供用：1960年（昭和35年）
- 延長：462m、10連

1 - 3、9は単線ポニーワーレントラス、4 - 8は単線平行弦ワーレントラス、10は上路プレートガーダー
4 - 8は1960年（昭和35年）に架け替えられているが、1 - 3、9は上り線と同じ1914年（大正3年）の橋梁が残っている。
- 区間：岐阜県岐阜市今嶺 - 岐阜県瑞穂市只越

## その他
長良川に架かるのは1 - 8で、瑞穂市側の9,10は沿って流れる支流の天王川と岐阜県道163号墨俣合渡岐阜線に架かる。
映画 聲の形では、トラス桁の高さの違いまで忠実に再現されている。